# 堤尚広

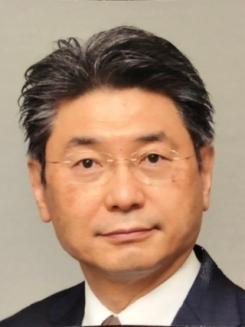
外務省より公表された公式肖像画像

堤 尚広（つつみ なおひろ）は、日本の外交官。在シンガポール日本国大使館公使や、在中華人民共和国日本国大使館公使、駐南スーダン特命全権大使を経て、2024年から特命全権大使（人権担当兼国際平和貢献担当）。

## 経歴・人物
福岡県福岡市出身。1980年福岡県立修猷館高等学校卒業。1988年東京大学法学部卒業、外務省入省。在香港日本国総領事館領事（政務部長）、外務省沖縄事務所副所長、外務省経済局政策課OECD室長、財団法人交流協会台北事務所総務部長等を経て、2011年外務省国際協力局国別開発協力第三課長。2012年防衛省地方協力局提供施設課長。2014年在シンガポール日本国大使館公使（次席）。2018年在中華人民共和国日本国大使館公使（広報文化部長）。2020年には駐南スーダン特命全権大使に任じられ、赴任前に前任の岡田誠司とともに、群馬県前橋市総社町で2020年東京オリンピックの事前合宿中の南スーダン選手団の激励に訪れた。2024年1月、特命全権大使（人権担当兼国際平和 貢献担当）に任命される。

## 同期
- 青木豊（23年アルメニア大使）
- 赤松武（22年国際民間航空機関代表部大使）
- 岩﨑一郎（09年一橋大学経済研究所教授）
- 一方井克哉（22年ニジェール兼轄、 21年コートジボワール大使（トーゴ兼轄））
- 内川昭彦（23年モントリオール総領事）
- 宇山秀樹（22年デンマーク大使・20年欧州局長）
- 岡田健一（21年香港総領事）
- 小野啓一（24年インド兼ブータン大使、22年外務審議官（経済担当）・22年外務省経済局長・20年地球規模課題審議官）
- 小野日子（24年ハンガリー大使・22年外務報道官・21年外務省経済局長・内閣広報官）
- 海部篤（23年ウィーン代表部大使・21年軍縮不拡散・科学部長・20年儀典長）
- 小泉勉（24年ラオス大使、22年中華人民共和国大使館特命全権公使、20年外務省研修所長）
- 小林賢一（24年・特命全権大使（国際貿易・経済担当）・21年ラオス大使）
- 佐々山拓也（24年ウガンダ大使・20年トロント総領事）
- 鈴木光太郎（22年ボストン総領事・20年イラク大使）
- 髙杉優弘（21年コロンビア大使）
- 達増拓也（07年岩手県知事）
- 林禎二（21年ブラジル大使・20年中南米局長）
- 平野隆一（24年人事院事務総局審議官・21年在ロシア大使館 特命全権公使・20年内閣官房国際テロ情報集約室次長・16年ユジノサハリンスク総領事）
- 船越健裕（25年外務事務次官・23年外務審議官（政務担当）・20年アジア大洋州局長）
- 松本太（22年イラク大使・19年ニューヨーク領事）
- 柳淳（23年シカゴ総領事・21年内閣審議官兼内閣情報調査室次長兼国際テロ情報集約室次長、18年在オーストリア大使館 公使）